# William Starke Rosecrans

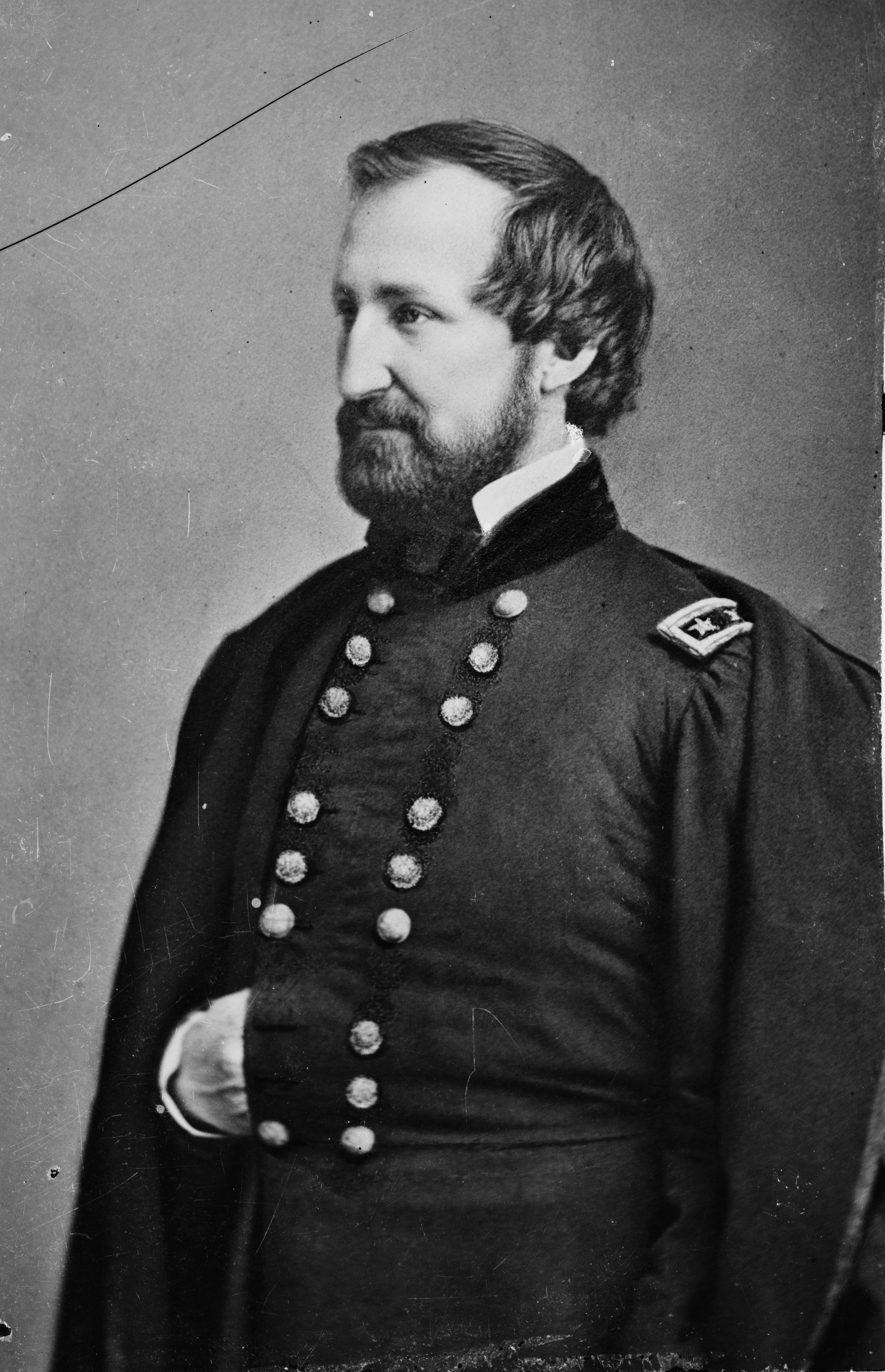
William Starke Rosecrans

William Starke Rosecrans (* 6. September 1819 in Little Tyler Run, Delaware County, Ohio; † 11. März 1898 in Redondo Beach, Kalifornien) war ein General des Unionsheeres im Sezessionskrieg. 
Er wurde am 1. Juli 1838 als Kadett an die Militärakademie in West Point, New York berufen und schloss die Ausbildung als fünfter von 56 Kadetten ab. Zu seinen Klassenkameraden gehörten u. a. die späteren konföderierten Generale James Longstreet, Richard H. Anderson, D.H. Hill und Earl Van Dorn, sowie die Generale der Union Abner Doubleday, George Sykes und John Pope. Hier erhielt er auch seinen Spitznamen „Old Rosy“. Auf Grund des guten Abschlussergebnisses wurde Rosecrans als Leutnant am 1. Juli 1842 zum United States Army Corps of Engineers versetzt. Nach kurzer Verwendung beim Festungsbau wurde Rosecrans bis 1847 als Ausbilder an der Militärakademie eingesetzt. Deshalb nahm er nicht aktiv am Mexikanisch-Amerikanischen Krieg teil. In den folgenden Jahren arbeitete er erneut beim Festungsbau und nahm an Vermessungen teil.
Rosecrans wurde am 3. März 1853 zum Oberleutnant befördert und schied am 1. April 1854 aus dem Dienst aus. Nach seinem Ausscheiden arbeitete er bis 1861 bei verschiedenen Kohlebergwerksgesellschaften, teilweise in leitender Funktion. Vor seiner Rückkehr in das Heer 1861 leitete Rosecrans eine Ölraffinerie in Cincinnati, Ohio, in der Lampenöl hergestellt wurde.
Während seiner Dienstzeit in Westpoint heiratete Rosecrans am 24. August 1843 Anna Elizabeth Hegeman. Aus der Ehe gingen sieben Kinder hervor, von denen vier die Kindheit überlebten. 1845 konvertierte er zum Katholizismus.
1861 zum Kommandeur eines Ohioregiments ernannt, begleitete er George B. McClellan im Bürgerkrieg nach West Virginia, wo er sich gleich bei den ersten Operationen auszeichnete. In der Schlacht am Rich Mountain (11. Juli 1861) eroberte er mit vier Regimentern die feindlichen Verschanzungen und wurde dafür zum Brigadegeneral befördert. 
Als Oberbefehlshaber der Armee von West Virginia schlug er am 10. September die sezessionistischen Generale Floyd und Wise bei den Kampfhandlungen im Kanawha-Tal und behauptete sich während des Winters in West Virginia. Im Juli 1862 an Hallecks Stelle mit dem Kommando des Militärbezirks Mississippi betraut, schlug er am 3. Januar 1863 die in Murfreesboro stehende Hauptarmee der Konföderierten unter Braxton Bragg, erlitt aber bei der Schlacht am Chickamauga am 19. und 20. September eine Niederlage, infolge derer er nach Chattanooga ausweichen musste, wo er im Oktober durch General Thomas als Oberbefehlshaber der Cumberland-Armee abgelöst wurde. 1864 zum Chef des Missouridepartements ernannt, schied er 1866 gänzlich aus der Armee, wurde 1868 von Präsident Andrew Johnson zum Gesandten in Mexiko ernannt, aber von Ulysses S. Grant bald wieder abberufen; sein Nachfolger wurde Thomas H. Nelson.
Rosecrans betätigte sich wieder als Zivilingenieur in Mexiko und Kalifornien und war von 1881 bis 1885 demokratischer Kongressabgeordneter für den ersten Wahlbezirk von Kalifornien. Er starb 1898 auf Rancho Sausal Redondo, Redondo Beach, Kalifornien.